# Sydubian
South Ubian (Bayan ng South Ubian) är en kommun i Filippinerna. Kommunen ligger på ön Suluöarna, och tillhör provinsen Tawi-Tawi. Folkmängden uppgår till 27 301 invånare.

## Barangayer
South Ubian är indelat i 31 barangayer.
| - Babagan - Bengkol - Bintawlan - Bohe - Bubuan - Bunay Bunay Tong - Bunay Bunay Lookan - Bunay Bunay Center - Lahad Dampong - East Talisay - Nunuk | - Laitan - Lambi-lambian - Laud - Likud Tabawan - Nusa-nusa - Nusa - Pampang - Putat - Sollogan - Talisay | - Tampakan Dampong - Tinda-tindahan - Tong Tampakan - Tubig Dayang Center - Tubig Dayang Riverside - Tubig Dayang - Tukkai - Unas-unas - Likud Dampong - Tangngah |